# Limonia longeantennata
Limonia longeantennata är en tvåvingeart som beskrevs av Alexander 1936. Limonia longeantennata ingår i släktet Limonia och familjen småharkrankar. Inga underarter finns listade i Catalogue of Life.